# 恋騎士 Purely☆Kiss
『恋騎士 Purely☆Kiss』（こいきし ピュアリィキス）は、2011年9月30日に発売された18禁のアダルトゲーム。製作はAKABEiSOFT2系列のブランドであるエフォルダムソフト。エフォルダムソフトのデビュー作であった。『裸アーマーパッチROM』なる予約特典が存在する。
2014年にエフォルダムソフトは解散、2015年9月30日に版権がエフォルダムソフトからあかべぇそふとつぅに移動となった。
。
本稿ではこれを原作とするアニメ『恋騎士 Purely☆Kiss The Animation』についても併せて扱う。

## ストーリー
懐かしい夢を見た。それは幼い頃の出来事。要と意気投合した少年が美術館で騎士ごっこをしていると不審な男を見つけ問い詰めていると男が置き去りにしたカバンが爆発し、辺りは瓦礫と火に包まれる。要は少年を助けようとした時、ある騎士が二人を救出してくれた。二人は怪我の手当てが終わると立派な騎士になると誓いを立て、数年の月日が流れた。要を誓いを果たすため騎士の育成学園・白宮学園へ向かう途中、ひったくりを見つけ夢中で追いかける。その様子を見ていた少女たちのそのあとを追いかけ捕まえる事が出来た。少女らと学園で再会し、自分たちが新設された騎士団「エスクワイア」のメンバーだと知る。

## 登場キャラクター

### メインキャラクター
藤守 要（ふじもり かなめ）
声：浪速要、春伊なるせ（幼少）（アダルトアニメのみ）
騎士を目指しているこの物語の主人公。幼い頃、事件に巻き込まれ右手を負傷するも、日常生活をするのに問題ないレベルまで回復している。現在は左利き。南雲に指南を受けていたため剣術、体術、捕縛術はそれなりの腕。しかし、戦い方が粗雑過ぎるためエルシアには好まれていない。リハビリも兼ねてダーツをやっていたため腕前はなかなか。勉強は苦手で由宇に教えてもらいながら入試に合格できたほど。南雲曰く「あと一つでも間違えていたらアウト」だったらしい。数学が特に苦手。
エルシア＝ハーヴェンス
声：一色ヒカル
身長：167cm
騎士の家の娘で、ヴィルブルグ王国からの留学生。幼い頃に主人公と遊んだことがあるが、当時は男の子のような格好をしていたため勘違いされていた。従騎士にもかかわらず特例で剣を携帯している。家の事情で習い事を沢山やってきたが料理は苦手。また、ゾンビや幽霊などの科学的説明が出来ないもの全般が嫌いなため、ホラー映画も苦手。ぬいぐるみ集めが趣味。本人曰く「可愛いから」。要とは違い純粋に騎士の訓練を積んでいるため剣の腕はかなりのもの。
獅堂 真奈（しどう まな）
声：ひなき藍
身長：162cm
要の同級生で大企業のお嬢様。初めは要を警戒していたが、要の実力を体験することでコネで入学したのではない事を知り態度が軟化した。メイド長に何を吹き込まれたか男を必要以上に危ない存在だと考えている。社交界で自分ではなく「獅堂」の名前しか見ていないため、それを払拭するために騎士の道を選んだ。エルシア同様、習い事はしているものの料理が得意。
風間 明莉（かざま あかり）
声：小倉結衣
身長：158cm
要の同級生で貧乏一家の娘。文字通り元気の塊のような娘。家計を助けるため毎朝新聞配達などをこなしていたため朝は早い。学園に入学後は走り込みを行っており近所や商店街では人気者。嬉しい事があると体で表現することが多く、飛びついて抱きしめたりと様々。財政難のエスクワイヤを助けるため安く上がる買い物を行っている。
藤守 由宇（ふじもり ゆう）
声：雪都さお梨
身長：153cm
要の同級生で要のことが好きな要の妹。妹としての度を越しておりかなり「重い」と表現される事も。要の一つ下で要と同じ学園に通いたいという理由で飛び級した天才。剣の腕は要以上で相手の後手を狙う戦術を得意とする。幼い頃は体が弱かったため病院に行く機会が多く、病院が嫌い。レンゲ山盛り1杯のコーヒー(粉が溶けきらず表面に浮いている状態)が好きで、するめやくさや、つまみなどの匂いが好きという少し変わった一面を持つ。

### サブキャラクター
国中 佳織（くになか かおり）
声：楠鈴音
身長：168cm
学生でありながら正騎士の資格を持つエスクワイアの団長であり皆のリーダー。エスクワイアに配属される前は正規の騎士団に所属していた。身体能力が高く、かつ天才なため初めてやることでもそつなくこなす先輩。以前の騎士団は女性ばかりだったため男性に対する警戒心が薄く薄着で寮内を歩いたり、寝ぼけている時は裸でうろついたりと困ったお姉さん。お酒に滅法弱く匂いをかいだだけで酔ってしまうほど。いずれかのルートをクリア後に攻略する事が出来るようになる。なお他とは違い一回の選択でルートに入る。タイミングは花火の時。
ベルナデット=ヴィルブルグ
声：大花どん
身長：147cm
見た目は幼いが王位継承権を持つ少女。継承権が下位にもかかわらず公務に積極的に関わっている。ホテルなど無機質で無駄に広い場所や堅苦しい人間（護衛騎士のような）が苦手。その点、気楽に話しかけてくる要に好感を持っている。エスクワイアの視察も兼ねてエスクワイアの寮で寝食を共にすることに。見た目に威厳が感じられないため言葉だけでもと威厳を付けるため時代劇風にした。時代劇の鑑賞が趣味。護衛の騎士らをも撒いて逃げ出す常習犯。ハンバーガーやカップラーメンなどのジャンクフードが好き。通信販売で注文するが没収されてしまう。要がその気なら専属の騎士にしてやると言ったが要自身はそれを受ける気は無いと断った。 いずれかのルートをクリア後に攻略する事が出来るようになる。なお他とは違い一回の選択でルートに入る。タイミングは誘われた時。
松下 良平（まつした りょうへい）
声：原田友貴
要の同級生で入学したその日に出会い意気投合した。エスクワイアとは違う騎士団に所属している。大きい騎士団のため資料が充実しているが整理されていないため、ほぼ毎日資料室に籠り整理している。
南雲 宗善（なぐも むねよし）
声：こんつ / にいなみいくや（アダルトアニメのみ）
幼い頃、要を助けてからその縁で指導を行ってきた。家族同然の付き合い。要らの母親に懸想しているが奥手でなかなか仲が進まない。エスクワイアの後見人で現在は現役を退いてはいる民衛騎士。騎士道十勲章という国際的な勲章を銃評されている。現在は白宮学園の学園長を務めている。教育者としては優秀だが大雑把な正確な為佳織に窘められることも少なくない。考えるより体で覚える事を主義としている。酒好きでワインや日本酒など節操がなくビールサーバーやワインクーラーなども完備している。一線から退いた現在でも、現役時代に愛用していた身の丈ほどの大剣を軽々と振り回す筋力と、護身術や空手などの武術も嗜んでいる。

## スタッフ
- 原画：憂姫はぐれ、SPR魔人（SD原画）
- シナリオ：藤原休樹 with 企画屋
- 音楽：Barbarian On The Groove

## アニメ
ピンクパイナップルより、アダルトアニメとして『恋騎士 Purely☆Kiss The Animation』のタイトルで発売された。原作ゲームのオリジナルキャストを起用している。各巻30分。一般発売とは別に公式ショップでも発売されており、公式ショップ版は特典として「恋騎士 Purely☆Kiss」スペシャル設定集などが付属する。
2013年7月26日に第1巻である「エルシア編」が発売され、第2巻となる「由宇編」が2014年2月28日に発売。同年9月26日には「エルシア編」と「由宇編」をまとめ、新作カットを加え一般向けアニメとして再編集した「Special Edition」が発売された。
スタッフ
- 原作：エフォルダムソフト
- オリジナルキャラクターデザイン：憂姫はぐれ
- プロデューサー：吉田小陰、堀江拓
- 脚本：うだたん（第1巻）、西川貴史（第2巻）
- 監督・演出・アニメーションキャラクターデザイン：西川貴史
- 絵コンテ：西川貴史、堤抄子
- 作画監督：西川貴史、清水勝祐
- 美術監督：高橋忍（表記は片平真司）
- 色彩設計・色指定：杉林ゆりか
- 撮影監督：堀川和人
- 音響監督：神保直史
- 編集：汐閏樹静流
- アニメーション制作：SEVEN
- 製作：ピンクパイナップル

主題歌
- エンディング「Embracing」
  - 作詞：wight、作曲・編曲：syow、歌：Barbarian On The Groove feat. 古都美珠
  - 第2巻から流用したもの。

商品情報
- 恋騎士 Purely☆Kiss The Animation 「エルシア=ハーヴェンス」 （2013年7月26日発売、JDXA-57003）
- 恋騎士 Purely☆Kiss The Animation Limited Edition 「藤守由宇」 （2014年2月28日発売、JDXA-57201）
- 恋騎士 Purely☆Kiss The Animation ～Special Edition～（2014年9月26日発売、JDXA-57202）